# Луньков, Николай Алексеевич
Николай Алексеевич Луньков (15 мая 1922, Пряхино, Тульская губерния — 21 сентября 1979, Тула) — подполковник Советской Армии, участник Великой Отечественной войны, Герой Советского Союза (1945).

## Биография
Николай Луньков родился 15 мая 1922 года в деревне Пряхино (ныне — Венёвский район Тульской области). После окончания неполной средней школы работал электрослесарем. В 1940 году Луньков был призван на службу в Рабоче-крестьянскую Красную Армию. В 1941 году он окончил Таганрогскую военную авиационную школу лётчиков. С февраля 1944 года — на фронтах Великой Отечественной войны.
К апрелю 1945 года лейтенант Николай Луньков командовал звеном 62-го штурмового авиаполка 233-й штурмовой авиадивизии 4-й воздушной армии 2-го Белорусского фронта. К тому времени он совершил 130 боевых вылетов на штурмовку скоплений боевой техники и живой силы противника, нанеся ему большие потери.
Указом Президиума Верховного Совета СССР от 18 августа 1945 года за «мужество и героизм, проявленные при нанесении штурмовых ударов по противнику» лейтенант Николай Луньков был удостоен высокого звания Героя Советского Союза с вручением ордена Ленина и медали «Золотая Звезда».
После окончания войны Луньков продолжил службу в Советской Армии. В 1948 году он окончил Краснодарскую высшую офицерскую авиационную школу штурманов. В 1959 году в звании подполковника Луньков был уволен в запас. Проживал в Ворошиловграде, руководил лётной частью местного аэроклуба. Умер 21 сентября 1979 года, похоронен в Туле.
Был также награждён орденами Красного Знамени и Отечественной войны 1-й степени, тремя орденами Красной Звезды, рядом медалей.